# Peristichia toreta
Peristichia toreta är en snäckart som beskrevs av Dall 1889. Peristichia toreta ingår i släktet Peristichia och familjen Pyramidellidae. Inga underarter finns listade i Catalogue of Life.